# Crisoterapia
Crisoterapia (o auroterapia) es el nombre con que se conoce a la aplicación terapéutica de compuestos de oro en medicina.

## Etimología
El término viene del griego khrysós que significa oro y de théraps, servir o cuidar, que proviene de therapeúein que significa tratar médicamente.

## Antecedentes históricos
El oro se ha utilizado desde tiempos inmemoriales en el tratamiento de diversas enfermedades. Los primeros registros del uso del oro datan del 1500 antes de Cristo. El "Oro potable" de los alquimistas fue un elixir de vida, al que se le suponían virtudes y muchas propiedades curativas. En tiempos más recientes se han utilizado sales de oro sin éxito notable alguno en el tratamiento de diversas enfermedades dentro de las que se incluyen el asma, la lepra, la sífilis y la tuberculosis. Actualmente, las sales de oro tienen una utilidad terapéutica muy limitada. Son de algún beneficio en el tratamiento de la artritis reumatoide y en ciertas enfermedades raras de la piel, tales como el lupus discoide. El oro radioactivo coloidal, debido a sus distribución en el cuerpo y a su corta vida media ha sido usado como fuente de radiación en el tratamiento del cáncer.

## Usos de las sales de oro
Extensamente se han utilizado las sales de oro (farmacología) en el tratamiento de la artritis desde 1930 en Europa y en los 10 años posteriores en los Estados Unidos. En esa década, a pesar de que los datos en la literatura médica cubrían más de 5000 casos, los científicos y especialistas se encontraron con la dificultad de evaluar la eficiencia de la terapéutica con oro en términos cuantitativos y cualitativos dada la dificultad de medir la biodisponibilidad de las sales de oro en el organismo.
Es indudable que el oro no es una droga milagrosa y no posee la gran cantidad de virtudes que se le atribuían en otros tiempos en miras de los descubrimientos actuales que la desmitifican completamente; pero no obstante sí puede calificarse de beneficiosa para muchos individuos víctimas de una enfermedad dolorosa y prolongada.

### Estudios
En los inicios de la crisoterapia estudiada desde el punto de vista científico, en los primeros casos observados nunca hubo grupos de control adecuados contra qué compararse los resultados obtenidos; existiendo además, el hecho que durante los años cincuenta y sesenta, las diferentes clínicas evaluaban la artritis basándose en criterios diferentes. Pero eso no detuvo los ulteriores estudios clínicos y científicos.

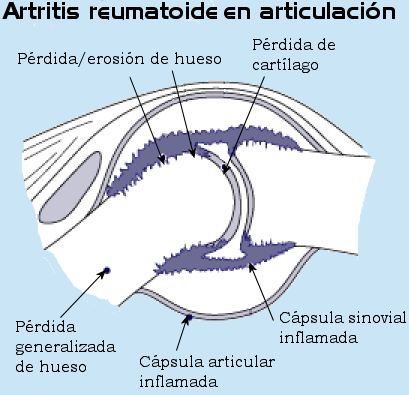
Pacientes con artritis reumatoide.

En un estudio doblemente ciego, cuidadosamente controlado de aproximadamente 200 pacientes, parte de los cuales recibieron cuidados de sostén además de pequeñas dosis de oro 1/100000 de la dosis para el grupo tratado, mientras que el otro grupo recibió un tratamiento con oro semanalmente durante un período de 20 semanas, se notó una mejoría por el período de un año en los que recibieron el oro juzgándose la capacidad funcional, el número de fármacos analgésicos ingeridos, la velocidad de sedimentación eritrocítica y algunos otros índices, pero sin cambio alguno en el aspecto radiológico de las articulaciones. Catorce de los pacientes del grupo tratado desarrollaron efectos tóxicos, constituyendo el doble de la frecuencia de presentación en el grupo control. Durante el segundo año y sin tratamiento ulterior alguno, apareció una tendencia inversa, de manera que hacia el trigésimo mes la mayor parte de las ventajas que se habían obtenido en los pacientes tratados con oro ya no existían a los 18 meses, aunque para algunos criterios tomados en cuenta, aún quedaba un ligero margen de beneficio.
La cuestión de si los pacientes que desarrollaron una reacción tóxica durante la terapéutica con oro gozaron con mayor frecuencia cierto grado de remisión, fue contestada en sentido negativo.
A pesar de esto, en unos cuantos estudios cuidadosamente controlados que ahora abarcaron unos 500 casos, los pacientes tratados con oro mostraron claramente una mayor mejoría si se comparaban con pacientes no tratados.

## Desventajas de la crisoterapia
Existen dos principales desventajas cuando se utiliza la crisoterapia. Una de ellas es que los pacientes que muestran mejoría como resultado del tratamiento pueden sufrir de recaídas cuando se interrumpe la terapia. En un estudio de 455 pacientes a los que se controló después de la suspensión de su tratamiento las recaídas fueron, según los resultados, como sigue: 17% en un año, 57% en cinco años y 75% en diez años. La segunda desventaja es la toxicidad de las sales de oro.
La crisoterapia es de alguna utilidad en el tratamiento de la artritis, pero hay que considerar que no en todos los casos ayuda y, en aquellos casos que resultan beneficiados de la terapia, la frecuencia de recaídas es elevada. Las sales de oro deben ser administradas con precaución y con estricta vigilancia médica para poder actuar en consecuencia en caso de aparecer algún signo o síntoma adverso.

## Farmacología

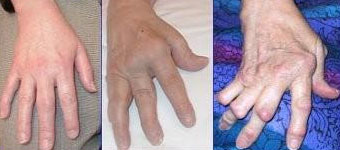
Pacientes con artritis reumatoide.

Las sales de oros son más eficaces en las primeras etapas de la enfermedad artrítica, reduciendo el proceso inflamatorio pero sin inducir ningún proceso de curación en las articulaciones.

### Absorción
En la mayor parte de los casos, el oro se administraba en inyecciones intramusculares, ya sea en solución acuosa o en suspensión oleosa. El oro se absorbe muy lentamente en el sitio de la inyección, es conducido en el plasma sanguíneo y distribuido a los tejidos blandos del cuerpo en donde una gran proporción permanece fija durante largos períodos. Aún después de una sola inyección aparece oro en la sangre y en la orina durante varios meses después. Del oro que es absorbido, un 20% se excreta rápidamente principalmente por vía urinaria en el caso de compuestos solubles y en las heces en el caso de compuestos insolubles y cerca del 80% se fija a los tejidos durante largos períodos. Algunos estudios indican que el oro se fija a los tejidos blandos, con las cantidades más grandes en el riñón, hígado, y bazo. En dosis terapéuticas, los niveles en plasma y en orina en el hombre son del orden de 1 a 2 mg por cada 100 ml.

## Otros usos y formulaciones

### Preparados orales de sales de oro
- Auranofín, para el tratamiento de la artritis reumatoide, son grageas que contienen 29% de oro.

### Preparados parenterales de sales de oro
Derivados liposolubles:
- Aureotiosulfato de quinina: Orosanil (10% de oro)
- Aureotioglicánido (alfa-aureomercaptoacetanilida en suspensión en aceite)
- Canfoditio carboxilato de oro y sodio
- Aurotioglucosa con 50% de oro y en suspensión de aceite de sésamo.
- El tiosulfato de oro y de sodio Cristalizado de 50 mg (Na3Au(S2O3)2) (Crytioro©) se utiliza en el tratamiento del pénfigo eritematoso, una variedad del pénfigo foliáceo, en artritis reumatoide, artritis psoriásica, artritis reumatoidea juvenil, espondilitis anquilosante, lupus eritematoso no diseminado, Contiene 37% de oro.

Derivados hidrosolubles: 
- Tioglicolato de oro y sodio (50% Au)
- Tiomalato de oro y sodio (50% Au)
- Hiposulfito doble de oro y sodio (37,4% Au)
- Aurotiopropanol sulfato de sodio

## Toxicidad
Los efectos tóxico pueden estar relacionados con la susceptibilidad del paciente y aparecer muy temprano durante el tratamiento o meses después de suspenderlo. Pueden presentarse con la mínima dosis en algunos pacientes o no aparecer del todo. La mayoría de las reacciones tóxicas del oro aparecen en forma de dermatitis que puede presentarse en forma de eritema, urticaria o erupción. por lo general van precedidas de prurito, que debe tomarse como una señal de alarma. Las lesiones cutáneas pueden perdurar algún tiempo, pero desaparecerán al final tras haber descontinuado el tratamiento con las sales de oro. En algunos casos, no muy raros, puede hacer acto de presencia una dermatitis exfoliativa grave, nefritis temporal con albuminuria la cual puede agravarse. El daño gastrointestinal se manifiesta por gastritis, colitis o estomatitis. En raras ocasiones puede presentarse hepatitis. Algunas discrasias sanguíneas tales como agranulocitosis, leucopenia, trombopenia o anemia aplástica son muy raras pero son serias en caso de aparecer. Los casos graves de toxicidad pueden ser tratados con éxito con una sustancia quelante como el dimercaprol (2,3-Dimercaptopropanol).